# Milton Juica
Milton Iván Juica Arancibia (La Serena, 26 de junio de 1943) es un abogado, profesor y exjuez chileno. Fue ministro de la Corte Suprema de Justicia de Chile entre 2001 y 2018, cargo en que ejerció como presidente del tribunal entre 2010 y 2012 y como ministro del Tribunal Calificador de Elecciones entre 2004 y 2008.

## Biografía
Estudio en el Liceo de La Serena. Posteriormente estudió Derecho en la Universidad de Chile entre 1963 y 1968, jurando como abogado en 1972. Ese mismo año fue nombrado juez de letras de Andacollo. Dos años más tarde asumió como juez del Primer Juzgado de Letras de Copiapó, cargo que ocupó hasta octubre de 1976, cuando fue asignado relator de la Corte de Apelaciones de Punta Arenas.
En 1980 fue nombrado relator de la Corte Suprema de Chile. Nueve años después, en 1989, se desempeñó como ministro de la Corte de Apelaciones de Santiago. Fue nombrado ministro en visita en dos causas de derechos humanos: el «caso Degollados» y la «Operación Albania». Por ello, en 1998 fue vetado por los senadores de la derechista Alianza por Chile para ascender a la Corte Suprema.
Sin embargo, el 12 de abril de 2001 asumió como ministro de la Corte Suprema, tras haber sido nominado por el presidente Ricardo Lagos. El 18 de diciembre de 2009 fue elegido entre sus propios pares como el nuevo presidente de la Corte Suprema de Chile, cargo que desempeñó entre 2010 y 2012. Cesó como ministro de la Corte Suprema el 22 de junio de 2018, a días de cumplir 75 años, edad de retiro del Poder Judicial chileno.
Juica es profesor de derecho procesal en la Universidad Nacional Andrés Bello, donde también ejerce como director del Departamento de Derecho Procesal.

## Condecoraciones

### Condecoraciones extranjeras
- Gran Cruz de la Orden de Isabel la Católica ( España, 4 de marzo de 2011).[9]

## Obras
- Estudios de la Reforma Procesal (1988), en coautoría con Marcos Libedinsky y Davor Harasic
- Advocatus
- Manual de Derecho Procesal Penal